# 노티티아 디그니타툼

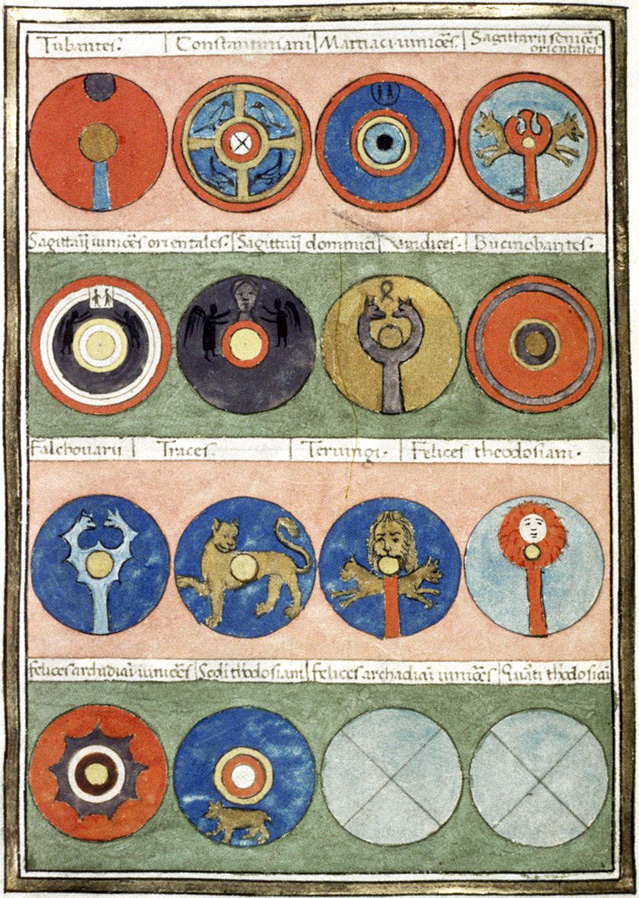
1436년 피에트로 도나토의 의뢰로 제작된 노티티아 디그니타툼 중세 사본의 한 페이지. 후기 로마 제국군의 지휘부에 해당하는 Magister Militum Praesentalis II의 문장을 묘사하고 있다.
보들리 도서관, 옥스퍼드.

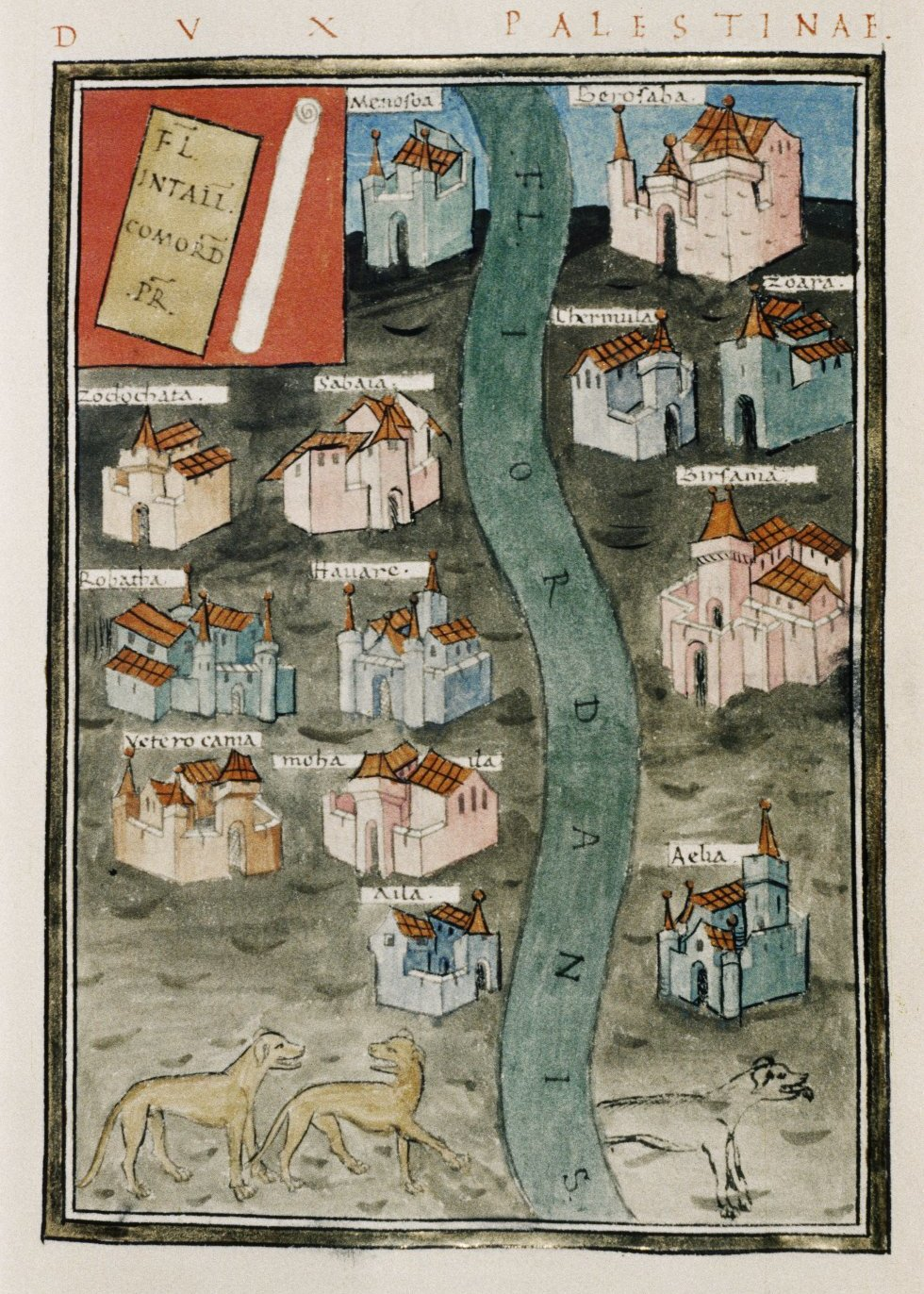
노티티아 디그니타툼의 팔레스타인과 요르단 강 지역 삽화. 페로네 라미의 채식본

노티티아 디그니타툼 엣 아드미니스트라치오눔 옴니움 탐 시빌리움 쾀 밀리타리움 (라틴어: Notitia dignitatum et administrationum omnium tam civilium quam militarium, 모든 민간 및 군사 직위와 행정 조직 목록)은 서로마제국과 동로마제국의 행정 조직을 자세히 기술한 후기 로마 제국의 문서이다. 이 문서는 로마 정부에 관한 극소수의 현존하는 문서 중 하나로, 제국 법원에서부터 지방 정부, 외교 사절단, 제국군에 이르기까지 수천 개의 관직을 기술하고 있다. 일반적으로 420년대의 서로마제국과 390년대의 동로마제국에 대한 기록은 정확하다고 여겨진다. 그러나 텍스트 자체에 날짜가 적혀 있지 않고 저자 이름도 적혀 있지 않으며, 누락된 내용도 존재해 내용으로부터 날짜를 추론하는 것이 어렵다.

## 문서의 사본
노티티아 디그니타툼은 15세기와 16세기에 제작된 사본이 여러 개 남아 있으며, 1542년에 제작된 채색본도 존재한다. 현존하는 모든 사본은 직간접적으로 코덱스 스피렌시스에서 파생되었다. 코덱스 스피렌시스는 1542년 슈파이어 대성당의 도서관에 있었던 것으로 알려진 서적이지만 1672년 이전에 분실되어 재발견되지 않았다. 코덱스 스피렌시스는 문서 모음집이었는데, 그중 노티티아는 마지막이자 가장 분량이 큰 문서로 164페이지에 달했다. 노티티아는 이전 시대의 여러 문서를 종합한 결과물이었는데, 9세기의 문서도 포함되었다. 노티티아의 채색본에 있는 문장은 분실된 코덱스 스피렌시스에 그려져 있던 문장을 모방하거나 복사한 것으로 여겨진다.
오토 하인리히(팔츠 선제후)를 위해 제작된 1542년판은 "추후 그려진 원본에 더욱 충실한 삽화"를 추가하여 개정되었으며 바이에른 주립 도서관에 보관되어 있다.
코덱스의 가장 중요한 사본은 1436년 피에트로 도나토를 위해 제작되어 페로네트 라미가 채색한 판본으로, 현재 옥스퍼드 보들리언 도서관에 소장되어 있다.

## 내용
로마 제국이 분할되어 성립된 두 제국마다 노티티아에는 해당 제국이 수여할 수 있는 모든 주요 "위계", 즉 직책이 열거되어 있으며, 최하급 구성원을 제외한 모든 관리의 위치와 구체적인 직책(Officium)이 열거되어 있다. 위계는 다음과 같이 정리되어있다:
- 프라이펙투스 프라이토리오 등 최고위 인사들을 포함한 궁정관리
- 대관구와 교구순으로 정리된 교구장과 지방 총독들; 그리고
- 부대 위치와 해당 직책의 명칭 전체가 포함된 제국군 지휘관, 코미테스 레이 밀리타리스, 두체스 등 군사 지휘관

## 해석
노티티아를 로마 제국군 연구의 주된 사료로 사용하기에는 네 가지 주요 문제가 있다:
1. 노티티아는 4세기 말의 로마 군대를 묘사하고 있다. 따라서 다른 문헌적 증거가 부족하기 때문에 원수정의 구조에서 구조적으로 발전했다는 것은  추측에 불과하다.
2. 노티티아는 두 개의 서로 다른 시기에 편찬되었다. 동로마 제국에 대한 부분은 대략 395년경, 그리고 서로마 제국의 경우 420년경에 편찬된 것으로 추측된다. 또한 노티티아의 각 부문은 당시에도 최신이 아닌 최소 20년 이상 경과된 자료를 출처로 서술되었다. 동로마 지역에 관한 서술에는 당시 대략 20년전인 테오도시우스 1세 황제 통치가 시작된 서기 379년의 자료가 포함되어 있을 가능성도 있다. 서로마 지역에 관한 서술에는 서기 400년경까지 거슬러 올라가는 자료가 포함되어 있다. 예를 들어, 브리타니아에 배치된 부대가 언급되어 있는데, 해당 자료는 제국이 섬을 상실한 서기 410년 이전의 것일거다. 그 결과, 노티티아에는 상당한 정보의 중복이 발생하고, 같은 부대가 종종 다른 지휘부 아래 소속된 것으로 기록되었다. 해당 오류가 같은 부대의 분견대가 동시에 다른 장소에 있었던 것인지, 아니면 같은 부대가 다른 시간대의 자료에 언급되어 자료가 중복된 것인지 확인하는 것은 불가능하다. 또한 일부 부대는 서류상으로만 존재했거나 최소한의 인력만 배치되었을 가능성도 있다. 로저 콜린스(Roger Collins)에 따르면, "노티티아 디그니타툼의 부정확성은 425년경 영국과 스페인에 다른 역사적 증거에 따르면 존재하지 않았던 전통적 (로마군) 군대가 있었다 주장함으로서 입증된다."
3. 노티티아에는 많은 부분이 누락되어 있고 내용 중간에도 공백이 존재한다 . 이는 오랜 세월에 사료가 반복적으로 필사되어 누적된 텍스트 손실과 복사 오류로 인한 것으로 추측된다. 현존하고 있는 가장 오래된 사본은 15세기에 만들어진 것으로 원본이랑은 최소 1000년이라는 시간적 격차가 존재한다. 따라서 노티티아는 최초 작성 시기 존재했던 모든 부대의 포괄적인 목록을 제공하는 것이 불가능하다.
4. 노티티아에는 인원 수가 기록되어 있지 않다. 이러한 점과 당시 부대 규모에 대한 다른 증거가 부족하다는 점을 감안하면, 개별 부대의 규모와 사령부의 규모를 확인하는 것이 불가능하다. 결국 이로 인해 로마 군대 전체 규모를 정확하게 알아내는 것이 불가능해졌다. 각 부대의 전력에 따라 4세기 후반의 군대는 극단적으로는 2세기 군대의 규모와 동일했을 수도 있고 (즉 40만 명이 넘었을 수도 있다), 반대로 극단적으로 규모가 작았을 수도 있다. 예를 들어, 서기 400년경 영국에 배치된 총 병력은 최소 수치로는 18,000명에 불과했을 수 있지만, 서기 2세기에는 약 55,000명이었다.

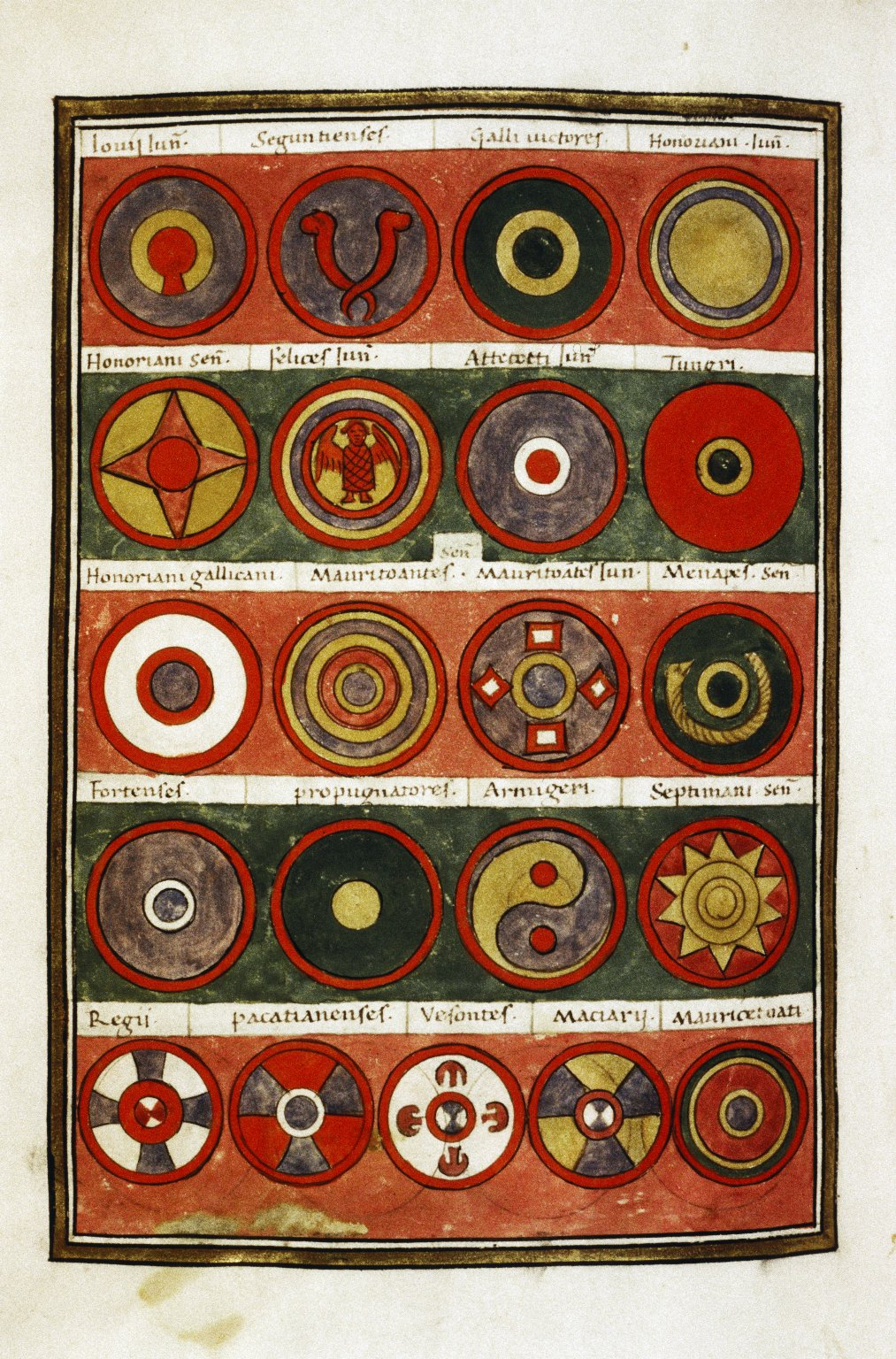
아르미게리 데펜소레스 세니오레스 (Armigeri Defensores Seniores)의 방패 문장 (4번째 줄, 왼쪽에서 세 번째).
보들리언 도서관, 옥스퍼드.

## 태극 문양과의 유사점
노티티아에는 나중에 태극 문양으로 알려지게 된 기호와 유사한 문장이 기록되어 있다. 보병 부대인 아르미게리 데펜소레스 세니오레스(Armigeri Defensores Seniores)와 마우리 오시스미아시(Mauri Osismiaci)는 태극과 매우 유사한 문양을 보유했다. 해당 부대들의 문장은 태극 문양을 시계 방향으로 조금 회전시키고, 반대 색상의 점 대신 붉은 점을 사용한 것을 제외하면 태극 문양과 거의 동일한 기호로 보인다. 서로마 제국의 또 다른 보병 연대인 테바이(Thebaei)의 상징은 태극 문양과 비슷한 동심원 패턴을 특징으로 한다. 로마군의 태극과 유사하게 보이는 문장은 최초의 태극 기호가 도교에서 사용된 것보다 거의 700년 앞서 있지만 두 기호 사이의 관련성을 뒷받침하는 증거는 없다.

## 참조
- 포이팅거 지도
- 사두정치

## 참고문헌
- Notitia Dignitatum, edited by Robert Ireland, in British Archaeological Reports, International Series 63.2.
- Westermann Großer Atlas zur Weltgeschichte contains many precise maps.
- Klaus-Peter Johne, 'Notitia dignitatum', in: Der Neue Pauly 8 (2000), 1011–1013.
- A. H. M. Jones, The Later Roman Empire, 284–602. A Social, Economic and Administrative Survey, The Johns Hopkins University Press, 1986. ISBN 0-8018-3285-3

### 원본 문서
- Bodleian Library: full scan of 1436 edition
- Bavarian State Library: Notitia Dignitatum Clm 10291 − full online scan of the 1542 manuscript with its modernised illustrations

### 라틴어, 웹 버전
- 위키문헌에 Notitia dignitatum 관련 자료가 있습니다.
- {{Lang|la|Notitia Dignitatum}}, with pictures, from bibliotheca Augustana

### 판본
- [Notitia dignitatum; accedunt Notitia urbis Constantinopolitanae et laterculi prouinciarum], Latin with notes by Otto Seeck (1876): Internet Archive, HathiTrust, Europeana
- Medieval Sourcebook Partial English translation by William Fairley, 1899